# Révolte du Sassoun
 (septembre 2022).
Si vous disposez d'ouvrages ou d'articles de référence ou si vous connaissez des sites web de qualité traitant du thème abordé ici, merci de compléter l'article en donnant les références utiles à sa vérifiabilité et en les liant à la section « Notes et références ».
Mouvement de libération nationale arménien
La révolte du Sassoun de 1894, également connue sous le nom de première résistance du Sassoun (arménien : Սասնո առաջին ապստամբութիւն), est le conflit qui oppose les forces Hamidiés de l'Empire ottoman et les fédaïs arméniens appartenant au parti Hentchak du mouvement national arménien dans la région du Sassoun.

## Contexte
Le Parti social-démocrate Hentchak était un mouvement national arménien actif dans la région. En 1894, le sultan Abdülhamid II a commencé à cibler le peuple arménien dans un précurseur des massacres hamidiens. Cette persécution a renforcé le sentiment de décentralisation parmi les Arméniens,.
À Sassoun, les Arméniens étaient organisés par des militants Hentchak, tels que Mihran Damadian, Hampartsoum Boyadjian (Medzn Mourad) et Hrayr Dzhoghk.

## Conflit

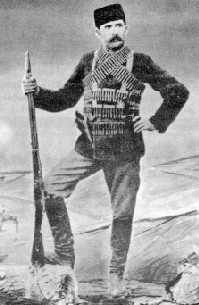
Medzn Mourad.

Sassoun a été le lieu de la première bataille notable du mouvement de résistance arménien. Les Arméniens de Sassoun ont affronté l'armée ottomane et les irréguliers kurdes à Sassoun, succombant à un nombre supérieur.
Les agents de presse étrangers ont protesté avec véhémence contre les événements se déroulant à Sassoun. Le Premier ministre britannique William Ewart Gladstone a appelé Albdulhamid "le grand criminel" ou "le sultan rouge". Le reste des grandes puissances ont également protesté et exigé l'exécution des réformes promises par le sultan ottoman Hamid. Une commission d'enquête composée de représentants français, britanniques et russes a été envoyée dans la région afin d'examiner l'événement.

## Conséquences
En mai 1895, les puissances étrangères susmentionnées préparent un ensemble de réformes. Cependant, ils n'ont jamais été exécutés, car ils n'ont pas été activement imposés à la Turquie ottomane. La politique de l'Empire russe vis-à-vis de la question arménienne avait changé. En fait, le ministre russe des Affaires étrangères Alexis Lobanov-Rostovski a soutenu l'intégrité ottomane. De plus, il était tellement anti-arménien qu'il voulait une « Arménie sans Arméniens ». D'autre part, la Grande-Bretagne avait acquis une influence et un pouvoir considérables dans l'ancienne Égypte ottomane et à Chypre, et pour Gladstone, les bonnes relations avec les Ottomans étaient moins importantes qu'auparavant. Pendant ce temps, la Turquie avait trouvé un nouvel allié européen, l'Allemand Bismarck. L'Empire ottoman se sentit donc libre de commettre de nouveaux massacres, en 1896.
Sur le plan arménien, l'incapacité du parti Hentchak à défendre le territoire face aux exactions des Hamidiés mène progressivement une partie de la population arménienne à se tourner vers la Fédération révolutionnaire arménienne, vue comme plus efficace dans son combat. Le parti Hentchak se verra ainsi vite dépasser par la FRA à partir de la fin de la révolte de Sassoun.